# Sous-préfecture de Kamikawa
La sous-préfecture de Kamikawa (上川総合振興局, Kamikawa-sōgō-shinkō-kyoku) est une sous-préfecture de l'île de Hokkaidō, au Japon.

## Toponymie
Le toponyme « Kamikawa » est tiré de Kamikawa no hitobito no dhūraku (« Village des habitants de l'amont »), une traduction de l'aïnou « Peni unguri kotan ».

## Géographie

### Divisions administratives

#### Villes
La sous-préfecture de Kamikawa compte quatre villes :
- Asahikawa (capitale) ;
- Furano ;
- Nayoro ;
- Shibetsu.

#### Bourgs et villages par districts
La sous-préfecture comporte aussi dix-sept bourgs et deux villages situés dans six district ruraux.
| - District de Kamikawa (Ishikari) - Aibetsu - Biei - Higashikagura - Higashikawa - Kamikawa - Pippu - Takasu - Tōma | - District de Kamikawa (Teshio) - Kenbuchi - Shimokawa - Wassamu - District de Nakagawa - Bifuka - Nakagawa - Otoineppu (village) | - District de Sorachi - Kamifurano - Minamifurano - Nakafurano - District d'Uryū - Horokanai - District de Yūfutsu - Shimukappu (village) |

## Histoire
La sous-préfecture de Kamikawa a été créée en 1897.

## Transport
L'aéroport d'Asahikawa s'étend à la périphérie des communes d'Asahikawa et de Higashikagura.